# Garri Kasparov
Garri Kimovitj Kasparov, ursprungligen Garik Kimovitj Weinstein, född 13 april 1963 i Baku i Azerbajdzjanska SSR, är en stormästare i schack, tidigare världsmästare (1985–1993/2000), samt författare och politiker.

## Familj

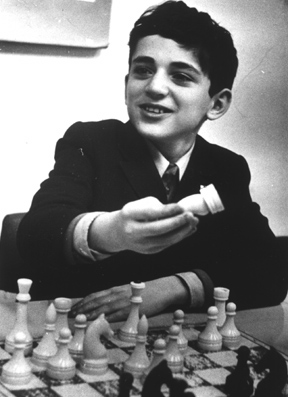
Dåvarande Garri Weinsten i Vilnius 1974

Kasparov föddes som son till Klara Sjagenovna Kasparjan och Kim Moisejevitj Weinstein. Då Kasparov var sju år gammal avled hans far. Vid tolv års ålder tog han moderns armeniska efternamn Kasparjan och anpassade det till ryska så att det blev Kasparov. Syftet med namnbytet var att dölja sina judiska rötter från faderns sida då Weinstein är ett vanligt ashkenazisk-judiskt efternamn.

## Schackkarriär

### Tidig karriär
Kasparov blev intresserad av schack när han fann ett schackproblem och föreslog en lösning för föräldrarna. Vid sju års ålder tog en grannpojke med Kasparov till Ungpionjärsrörelsens schackgrupp. Han gjorde snabbt stora framsteg och gick redan som nioåring till final i Bakus mästerskap i blixtschack. När han var tio började han träna i Michail Botvinniks schackskola under tränaren Vladimir Makogonov. Makagonov hjälpte främst Kasparov med att förbättra sitt positionsspel. Senare blev Alexander Sacharov hans tränare. 1976, 13 år gammal, vann Kasparov det sovjetiska juniormästerskapet i Tbilisi. Året därefter vann han igen, med 8,5 av 9 poäng (8 vinster och 1 remi).
Kasparov var 15 år då han 1978 för första gången kvalificerade sig till det 46:e Sovjetmästerskapet i schack, han kom på nionde plats av arton spelare. Året därpå kom han på delad tredje plats i det 47:e Sovjetmästerskapet. Två år senare, 1981, vann han det 49:e Sovjetmästerskapet i Frunze.
Vid 17 års ålder erhöll han titeln stormästare. 1980 blev han juniorvärldsmästare i Dortmund i Västtyskland.

### Mot världsmästartiteln

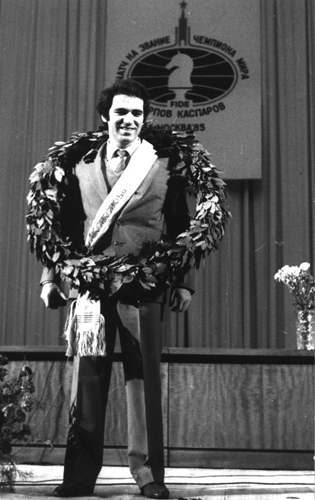
Kasparov som världsmästare 1985.

Se även Kasparov–Karpov för matcherna mot Karpov.
På 1980-talet fanns det en VM-cykel arrangerad av världschackförbundet FIDE för att ta fram en utmanare till den sittande världsmästaren. VM-cykeln bestod av zonturneringar, interzonturneringar och kandidatturneringen innan man fick utmana den sittande världsmästaren i en match. Kasparovs väg mot världsmästartiteln började med interzonturneringen i Moskva, september 1982. Endast de två främsta av fjorton spelare kvalificerade sig till kandidatturneringen. Kasparov vann turneringen klart med 10 poäng på 14 ronder, 1,5 poäng före Beljavskij. I kandidatmatcherna, som var matcher med först till sex segrar, blev Kasparov lottad mot just Beljavskij. Kasparov vann denna match med 6–3 (nio partier). I semifinalen mötte han Viktor Kortjnoj där Kasparov vann med 7–4 (11 partier). I kandidatfinalen 1984 var det vinnaren mellan Kasparov och Smyslov som skulle få möta den regerande världsmästaren Karpov. Kasparov vann med 8,5–4,5 och erhöll således rätten att utmana den sittande världsmästaren Karpov.

### Matchen mot Short
År 1992 bröt sig Kasparov tillsammans med engelsmannen Nigel Short ur världsschackförbundet FIDE och bildade Professional Chess Association för att kunna spela en titelmatch på, vad de ansåg, rättvisa villkor. Kasparov vann matchen med 12,5–7,5. FIDE arrangerade då en annan match om världsmästartiteln, som vanns av Karpov.

### Matcher mot schackdatorer
1989 spelade Kasparov mot schackdatorn Deep Thought och vann båda partierna i en match över två partier. 1996 spelade Kasparov en match över sex partier mot Deep Blue. Han vann med 4-2, vann tre partier och förlorade ett parti. Året efter, 1997, spelades en returmatch och då vann datorn med 3,5-2,5. Kasparov önskade en returmatch men den uteblev.

### Matchen mot Kramnik
År 2000 förlorade Kasparov titeln till sin landsman Vladimir Kramnik med siffrorna 6,5–8,5. 
Trots det var Kasparov under resten av 2000-talet den högst rankade spelaren i världen enligt den standardiserade Elo-ratingen, och är den spelare i världen som dittills uppnått högst rating någonsin, 2851 poäng (juli 1999). Huruvida Kasparov verkligen var den starkaste spelaren i början av 2000-talet råder det delade meningar om. Trots förlusten mot Kramnik så anses Kasparov av många vara den bästa schackspelaren genom tiderna.

## Efter schackkarriären
Kasparov drog sig tillbaka från schack 2005 för att ägna sig åt politik och fortsatt författarskap.

### Kasparov som politiker

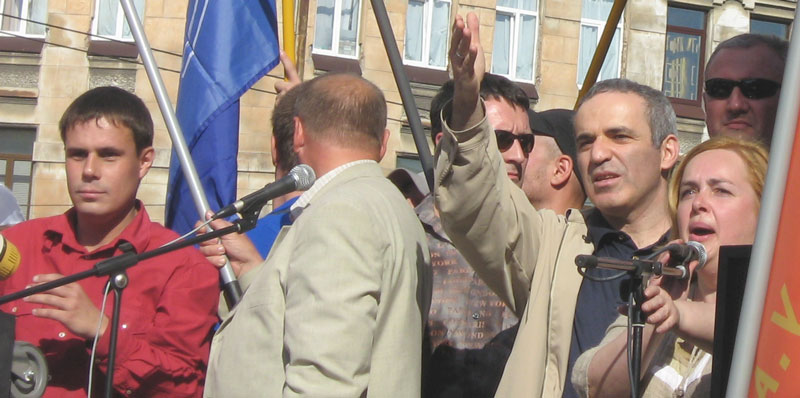
Kasparov i demonstrationståg 9 mars 2007.

Politiskt företräder han en Vladimir Putin-kritisk riktning. När Jeltsin vid nyåret 2000 lämnade presidentposten till sin utvalde efterträdare Putin, hoppades Kasparov att den nye presidenten skulle stärka demokratin och bekämpa korruptionen, men ett år senare konstaterade han att han misstagit sig.
Kasparov är oppositionsalliansen Det andra Rysslands kandidat inför det förestående[när?] presidentvalet i Ryssland. Den 30 september 2007 meddelades det att Kasparov kandiderar till presidentsposten. Kasparov blev arresterad av rysk polis den 24 november 2007 och dömd till fem dagars fängelse sedan han och hans parti demonstrerat i Moskva utan tillstånd.
I mars 2010 organiserade han oppositionens kampanj Putin måste avgå.
I april 2018 bildades sammanslutningen "Renew Democracy Initiative", där Kasparov är ordförande och vars manifest har undertecknats av journalisten Anne Applebaum, skådespelaren Stephen Fry, Spaniens tidigare premiärminister José María Aznar, israeliske politikern Natan Sharansky och peruanske författaren Mario Vargas Llosa.

### Kasparov som författare
Kasparov har skrivit ett antal böcker om schack. Han har bland annat skrivit bokserien "My Great Predecessors" (ungefär Mina stora föregångare) där han går igenom tidigare världsmästares karriärer. 2015 skrev han också en politisk bok: Winter is Coming - Why Vladimir Putin and the Enemies of the Free World Must Be Stopped.

## Utmärkelser
- Schack-Oscar – 1982, 1983, 1985, 1986, 1987, 1988, 1995, 1996, 1999, 2001 och 2002[20] – totalt 11 titlar[21]